# Institut national de recherches archéologiques
Pour les articles homonymes, voir INRA.

Archéologue relevant le profil d'une structure archéologique de l'âge du fer. Documentation d'un profil par l'archéologue.

Ne doit pas être confondu avec Institut national de recherches archéologiques préventives.
L'Institut national de recherches archéologiques (INRA), anciennement Centre national de recherche archéologique (CNRA) est un institut culturel national du Grand-duché de Luxembourg qui dépend du ministère de la Culture. L'Institut national de recherches archéologiques est chargé de l’inventaire, de l’étude, de la protection et de la mise en valeur du patrimoine archéologique luxembourgeois. Ses missions consistent à étudier les vestiges archéologiques du Luxembourg, à les conserver et à les rendre accessibles (entre autres par des fouilles archéologiques, des publications, des expositions, des conférences, des visites guidées, etc.).

## Historique
Son antécédent, le CNRA a été créé par règlement grand-ducal du 24 juillet 2011. À la suite de l'entrée en vigueur de la loi du 25 février 2022 relative au patrimoine culturel, a été créé l'Institut National de Recherches Archéologiques (INRA) qui succède au Centre National de Recherche Archéologique (CNRA). Son siège se trouve à Bertrange.

## Missions

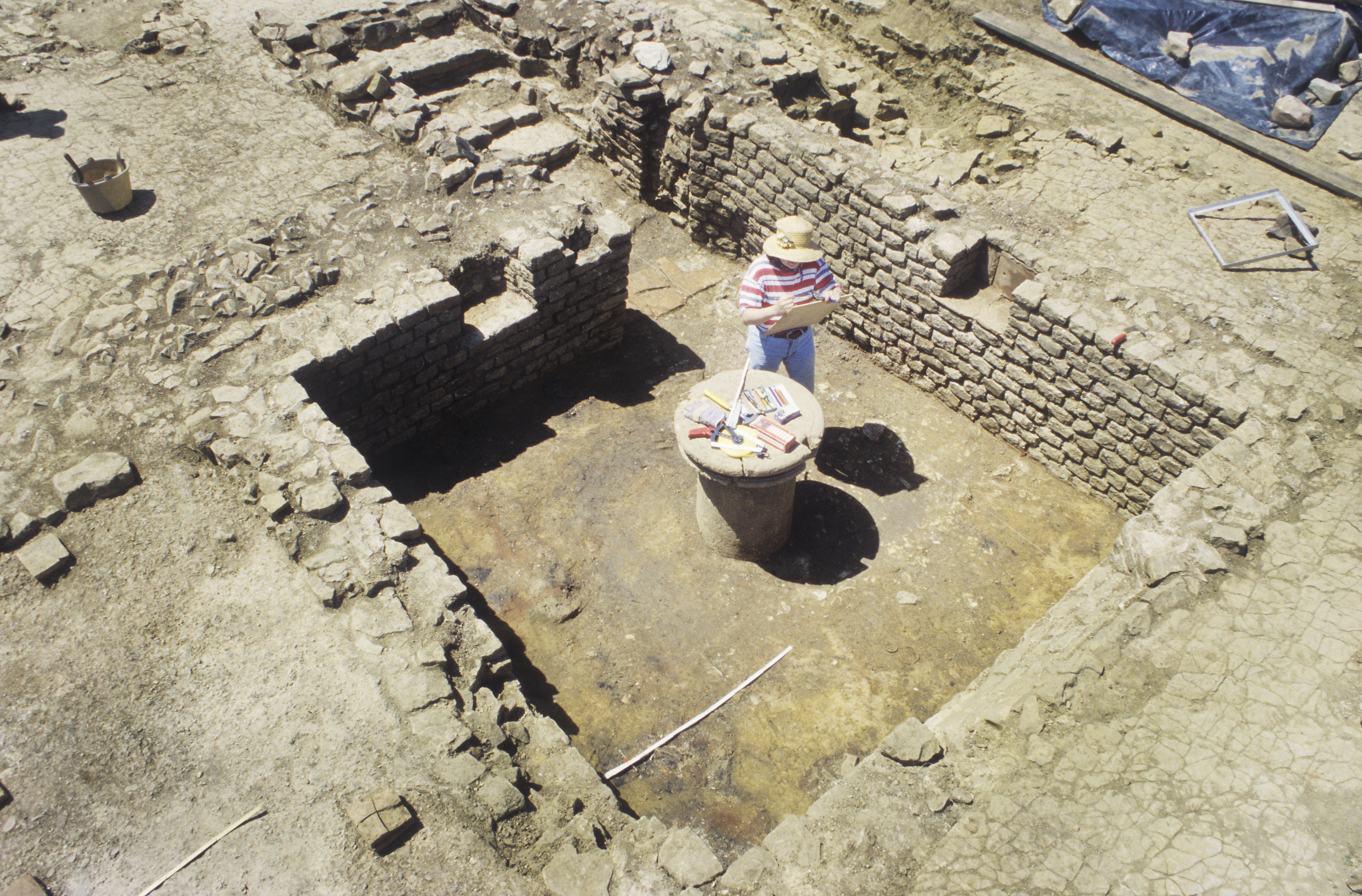
Documentation d'une cave de la villa gallo-romaine de Bertrange.

L'INRA effectue des interventions archéologiques sur le terrain (prospections, fouilles), soit en amont de projets d’aménagement, soit à des fins de recherche, pour collecter des informations sur l’histoire, l’environnement, l’économie et la culture des sociétés d’antan. À ces fins, l'INRA a recours à diverses méthodes d'investigations en laboratoire et sur le terrain.
L'INRA collabore avec d’autres instituts de recherche, bibliothèques, archives et des collaborateurs bénévoles au Luxembourg et à l’étranger.
Les agents de l'INRA organisent régulièrement des conférences et, en coopération avec le Musée national d’histoire et d’art, des expositions. La partie principale du travail de l'INRA consiste à étudier des sites archéologiques et à éditer des publications archéologiques.

## Publications
- Empreintes, Annuaire du Musée national d’histoire et d’art / Centre national de recherche archéologique (annuellement, depuis 2008)
- Archaeologia luxemburgensis, Bulletin du Centre national de recherche archéologique (annuellement, depuis 2014)
- Archaeologia Mosellana, Archéologie en Sarre, Lorraine et Luxembourg (irrégulièrement, depuis 1989)
- Musée national d'histoire et d'art & Centre national de recherche archéologique, 2011. Unter unseren Füßen. Sous nos pieds. Archäologie in Luxemburg. Archéologie au Luxembourg 1995-2010, Publications du Musée national d'histoire et d'art Luxembourg no 14, 2011.  (ISBN 978-2-87985-161-7) (catalogue de l’exposition au Musée national d’histoire et d’art, du 20 octobre 2011 au 2 septembre 2012.)